# 衛生福利部豐原醫院
衛生福利部豐原醫院，簡稱豐原醫院，是一所位於臺中市豐原區的衛生福利部所屬醫院，為臺中市、苗栗縣山線地區之主要醫院，提供疼痛科之外所有專科醫療服務。目前每日提供之醫療服務量為門診近兩千人次、急診近兩百人次，營運規模每年近二十億新台幣。

## 歷史
- 1978年，臺灣省政府委員會依加強農村醫療保健四年計劃，每一縣市設置一所省立醫院之政策，通過設置臺灣省立豐原醫院。
- 1983年4月30日，臺灣省立豐原醫院正式開幕，初期規劃醫療服務之地區為豐原次區域生活圈之十二鄉鎮。
- 1988年，經行政院衛生署評鑑為地區教學醫院。
- 1991年，經行政院衛生署評鑑為區域教學醫院。
- 1994年，經行政院衛生署評鑑為區域教學醫院。
- 1998年，經行政院衛生署評鑑為準區域教學醫院。
- 1999年7月1日，改隸屬於行政院衛生署，醫院名稱亦改為行政院衛生署豐原醫院。
- 2001年，評定為區域乙類教學醫院。
- 2003年底，為因應全民健康保險轉變為總額支付制度，引進平衡計分卡管理模式，並逐年建立各醫療事業團隊、推行跨越原有科室界線的活性組織文化。
- 2008年在政府舉辦之新制醫院評鑑之中，以「非醫學中心、非醫學院附屬醫院」之身分，獲得評鑑特優[1]。
- 2009年 急重症暨創傷中心落成，除了床位突破千床之外，亦提供充足之負壓隔離病房與加護病房床位，安寧病房與呼吸器病房之需求亦獲得滿足。
- 2012年，通過衛生署醫院特殊照護中心「急診照護中心」、「腦中風照護中心」認證[2]。
- 2013年7月23日，隨衛生署升格而更名為衛生福利部豐原醫院
- 2022年9月，衛生福利部豐原醫院后里分院將招標，預計年底動工、2027年完工；同院區的住宿型長照機構也將同步招標，預計年底動工、2024年完工。[3]

## 歷任院長
| 任次 | 姓名   | 就職時間   | 卸任時間   | 備註                                     |
| ---- | ------ | ---------- | ---------- | ---------------------------------------- |
| 1    | 陳運紅 | 1983年1月  | 1984年1月  | 1979年以台中縣衛生局局長身分負責籌備設置 |
| 2    | 許國敏 | 1984年1月  | 1995年1月  |                                          |
| 代理 | 張峰銘 | 1995年1月  | 1995年5月  | 臺灣省政府衛生處主任秘書代理             |
| 代理 | 張信可 | 1995年6月  | 1995年11月 | 副院長代理                               |
| 3    | 徐永年 | 1995年11月 | 2003年12月 |                                          |
| 4    | 陳進堂 | 2003年12月 | 2009年12月 |                                          |
| 5    | 李懋華 | 2009年12月 | 2011年10月 |                                          |
| 6    | 李明輝 | 2012年1月  | 2017年12月 |                                          |
| 代理 | 匡勝捷 | 2017年12月 | 2018年2月  | 副院長代理                               |
| 7    | 賴慧貞 | 2018年2月  | 現任       |                                          |

## 外部連結
- 衛生福利部豐原醫院

24°14′34″N 120°43′32″E / 24.242689°N 120.725596°E